# شهرستان هندرسون (کنتاکی)
شهرستان هندرسون، کنتاکی (به انگلیسی: Henderson County, Kentucky) یک سکونتگاه مسکونی در ایالات متحده آمریکا است که در کنتاکی واقع شده‌است.